# ヒル (漫画)
『ヒル』は、今井大輔による日本の漫画作品。『月刊コミック@バンチ』（新潮社）にて、2011年5月号（2011年3月19日発売）から2013年5月号（2013年3月21日発売）まで全29話連載された。なお、続編となる『ヒル・ツー』はWebコミック掲載サイト『くらげバンチ』（新潮社）2018年4月20日から2019年8月9日まで全35話連載された。2022年3月4日、ドラマの放送と配信に合わせ、読み切り『ヒル・スリー』が『くらげバンチ』に掲載されている。
本作品のタイトルは吸血の生物であるヒルに由来しており、本作品における重要節句にもなっている。

## 登場人物

### ヒル
佐倉葉子

月沼マコト

カラ

### ヒル・ツー
四宮ユウキ

ゾーカ

ヨビ

チロル

## 書誌情報
- 今井大輔『ヒル』新潮社〈BUNCH COMICS〉、全5巻
  1. 2011年9月9日発売[4]、ISBN 978-4-10-771632-3
  2. 2012年3月9日発売[5]、ISBN 978-4-10-771653-8
  3. 2012年9月7日発売[6]、ISBN 978-4-10-771678-1
  4. 2013年4月9日発売[7]、ISBN 978-4-10-771703-0
  5. 2013年10月9日発売[8]、ISBN 978-4-10-771722-1
- 今井大輔『ヒル・ツー』新潮社〈BUNCH COMICS〉、全4巻
  1. 2018年8月9日発売[9]、ISBN 978-4-10-772103-7
  2. 2019年1月9日発売[10]、ISBN 978-4-10-772147-1
  3. 2019年6月8日発売[11]、ISBN 978-4-10-772190-7
  4. 2022年2月9日発売[12]、ISBN 978-4-10-772469-4

## テレビドラマ
『WOWOWオリジナルドラマ ヒル』と題して、2022年3月4日から毎週金曜 23時00分 - 23時30分に、Season 1とSeason 2で6話ずつの全12話で放送。 主演は赤楚衛二（Season 1）と坂口健太郎（Season 2）。
他人になりすまされ、殺人未遂罪で逃亡する羽目に遭う男性が、「ヒル」がこの世に産まれてしまった理由や、「ヒル」が社会から落ちぶれてしまった理由を肌で感じ取ることで人としての真実の愛情に気づき、心の機微を取り戻していく様を描く。

### キャスト

#### 主人公（テレビドラマ）
【Season 1】
四宮勇気（シノミヤ ユウキ）
演 - 赤楚衛二
非正規雇用で働く一人暮らしの青年。ある朝、仕事から帰宅すると自室で見知らぬ男が腹部を刺されていた。その男が「自分が四宮勇気で、こいつに刺された」と証言したため、殺人未遂罪で逃亡する。小さい頃、父親が不倫相手を殺している。
【Season 2】
カラ
演 - 坂口健太郎
勇気になりすました男にヒルとしての生き方を教えた伝説のヒル。本名は月沼マコト。凶悪犯罪を犯すヒルを制裁しており、「ヒル狩り」と恐れられている。中学生の時に自殺しようとしたところ、ミシンと出会いヒルとして生きることを選ぶ。そのミシンが仮面の男に殺され、復讐のためにその男を探している。

#### 警察（テレビドラマ）
鈴木千賀
演 - 小西真奈美
警視庁杉並北警察署刑事課強行犯捜査係の刑事。佐藤刑事とともにヒルの事件を追う。バツイチ。
村尾直也
演 - 利重剛
杉並北警察署刑事課所属。佐藤刑事、鈴木刑事とともにヒルの事件を追う刑事。ヨビによって居酒屋のトイレで刺殺される。
佐藤淳也
演 - 田中幸太朗
警視庁刑事部捜査一課殺人犯捜査第三係の刑事。鈴木刑事とともにヒルの事件を追う。

#### ヒル（テレビドラマ）

##### シーズン1
ゾーカ
演 - 吉川愛
父親代わりのホームレスの男・大坪洋（オオツボ ヒロシ）に育てられた無戸籍者。その恨みをはらす為にヨビの命を狙っている。
ヨビ
演 - 栁俊太郎
かつて大坪洋を殺害し、ユウキになりすました男。本名は田中美花得（タナカ ミカエル）。14歳の時に自身の母親を絞殺していた。面白半分に人を殺す危険人物。過去に父親に「お前は愛人の子で、もしもの時の"予備"だ」と言われ、ヨビと名乗っている。
ミロ
演 - 松澤匠
ヨビに心酔している手下。不動産会社で働いており、住人が長期不在などの手頃な物件を、ヨビに当てがって住まわせている。
チロル
演 - 岩永洋昭
ヨビの手下。新米ヒル。マジメに消されそうになり、返り討ちにする。後に殺人容疑で逮捕され、本名が内藤哲道（35）であると判明。
マジメ
演 - 草野イニ
ヨビの手下。ミロの命令でチロルを消そうとし、返り討ちにあう。

##### シーズン2
ハコ
演 - 飯豊まりえ（学生時代：伊礼姫奈）
新米ヒルであり、カラの中学時代の元クラスメイト。本名は佐倉葉子。誰に教わるでもなくヒルになった"天然のヒル"。カラに元の生活に戻るよう忠告される。
ロボ
演 - 佐久間由衣
カラに助けられ、ヒルになった女性。カラを慕っており、ハコの事をよく思っていない。男性とホテルに行きお金を得ている。
チキン
演 - 若林時英
カラを慕うヒル。お金に困っているハコに声をかけ、プライスキングに連れて行く。
ナナシ
演 - 三浦誠己
カラが兄のように慕うヒル。末期の癌で秋桜緩和ケアクリニックに入院している。ミシンが仮面の男に殺されたと証言する。
ミシン
演 - しゅはまはるみ
身寄りのないカラとナナシをヒルに育てた人物。仮面の男に殺されている。
杉浦忠
演 - 芹澤興人
ハコの元彼・リョウの部屋を使っているヒル。偶然リョウの部屋にいたハコに跡をつけられ、逆にハコを拘束する。

#### その他（テレビドラマ）
ヤシマ
演 - 板尾創路
闇組織のボス。本名は屋島大輝。ヒルに偽造した身分証を与える代わりに、携帯電話を契約させたり、盗品を献上させ高値で売り捌いたりしている。
テトリス
演 - 板垣瑞生
ヤシマの部下。正体不明で得体の知れない男。
安倍康
演 - 大西武志
ヤシマがオーナーの古物買取店・プライスキングの店長。偽造身分証をヒルに与えている。

### スタッフ
- 原作 - 今井大輔「ヒル」「ヒル・ツー」（BUNCH COMICS / 新潮社刊）
- 脚本 - 青島武、掛須夏美
- 音楽 - 横関公太
- 監督 - 鈴木浩介
- チーフプロデューサー - 青木泰憲
- プロデューサー - 廣瀬眞子、笠置高弘、濱弘大
- 製作 - WOWOW、トライストーン・ピクチャーズ

### 放送日程
| 話数    | 放送日  |
| Season1 | Season1 |
| ------- | ------- |
| 第1話   | 3月04日 |
| 第2話   | 3月11日 |
| 第3話   | 3月18日 |
| 第4話   | 3月25日 |
| 第5話   | 4月01日 |
| 最終話  | 4月08日 |
| Season2 |         |
| 第1話   | 4月15日 |
| 第2話   | 4月22日 |
| 第3話   | 4月29日 |
| 第4話   | 5月06日 |
| 第5話   | 5月13日 |
| 第6話   | 5月20日 |